# برداشت از نور روز
سیستم‌های برداشت از نور روز، از نور روز به منظور متعادل ساختن میزان روشنایی مورد نیاز هر فضا، کاهش مصرف انرژی بهره می‌جویند. با استفاده از سیستم کنترل روشنایی که قادر به کم نور یا تغییر در روشنایی الکتریکی در واکنش به تغییر در دسترس بودن نور روز انجام می‌شود. شرایط سیستم‌های برداشت از نور روز در زمینه‌های، روشنایی، معماری پایدار، صنایع نور روز فعال، استاندارد شده‌است.

## طراحی سیستم و قطعات
سیستم‌های برداشت از نور روز، به‌طور معمول برای حفظ حداقل سطح نور طراحی می‌شوند. این سطح نور، با توجه به نیازها و استفاده از فضا متفاوت خواهد بود. برای مثال، سطح نوری که برای دفاتر توصیه می‌شود ۵۰۰ لوکس (یا حدود ۵۰ شمع) بروی پیش زمینه است.

## سنسورهای عکسی
همهٔ سیستم‌های برداشت از نور روز ز یک سنسور سطح نور، یک سنسور عکس، برای تشخیص سطح نور غالب، درخشندگییاروشنایی، در سیستم با مدارهای باز و بسته استفاده می‌شود.
از سنسورهای عکسی به منظور تنظیم روشنایی بر اساس نور روز موجود در فضا استفاده می‌شود.
در یک سیستم با مدار باز، سنسور عکسی تنها به عنوان عامل تشخیص میزان نور در دسترس است و به همین منظور در دیوارهای بیرونی یا سقف بیرونی یا در داخل ساختمان در مقابل پنجره یا پنجره سقفی می‌تواند قرار گیرد.
در یک سیستم با مدار یسته، از سنسور عکسی به عنوان، عامل تشخیص کل مقدار فتومتریک نور، از هر دو منبع، نور روز و برق (الکتریسیته) در فضا استفاده می‌شود. به عنوان مثال، در یک دفتر کار با سیستم مدار بسته، از سنسور عکسی بروی سقف رو به پیش زمینه (دسکتاپ) به منظور تشخیص میزان نور بروی سطح کار می‌توان استفاده کرد، ار آن جایی که قرار دادن سنسور بروی پیش زمینه غیر عملی است.
در تنظیمات هر دو سیستم با مدار باز و بسته، سیگنال دریافتی ار سنسور عکسی باید به دقت به منظور نشان دادن دقیق تغییر نور خارجی، در سطح نوری در " عملکرد مهم " ناحیه‌هایی از فضا مدرج شوند.

## واحد کنترل و کاهنده
سیگنال دریافتی از سنسور عکسی توسط سیستم کنترل روشنایی، یک دستگاه خودکار کنترل روشنایی، در سیستم روشنایی الکتریکی که می‌تواند روشنایی الکتریکی را توسط خاموش کردن یا کاستن ملزومات به‌طور مناسب کاهش دهد، تفسیر می‌شود،
اگر روشنایی الکتریکی تار بود، پس از آن نور مصنوعی ممکن است به‌طور مداوم نسبت به مقدار نور روز در دسترس تنظیم شود.
اگر روشنایی الکتریکی تنها حالت روشن – خاموش داشت، در این صورت، قطعات روشنایی الکتریکی یا لامپ باید به‌طور کامل در خروجی باقی بمانند تا زمانی که نور روز بتواند، تمام سطح نور مورد نیاز فضا را تأمین کند.
انواع کاهنده شامل داشتن چندین قطعات روشنایی غیر مجاور مانند واحد جایگزین (متناوب) در سقف " طرح شبکه " یا قطعات مجاور منبع نور روز نزدیک پنجره سقفی هستند، برای ارتباط با واحد کنترل خاموش – روشن. نوع دیگری از کنترل خاموش – روشن، کنترل گام به گام است، که چندین لامپ توسط یک قطعه واحد، به صورت مستقل ز یکدیگر خاموش یا روشن شوند. این به‌طور معمول برای یک یا دو مرحله بین خروجی کامل و صفر، اجازه می‌دهد،
سیستم کاهنده به‌طور کلی خیلی گران‌قیمت تر از سیستم روشن – خاموش است. این سیستم این امکان را دارد که انرژی بیشتری ذخیره کند، چرا که این سیستم با توجه به رفع نیاز فضا، خروجی چراغ برق را کاهش دهد. با این حال، سیستم کاهنده ممکن است انرژی کمی بیشتر برای عملیات اساسی خود نیاز داشته باشند. اگر یک سیستم کاهنده به خوبی مدرج شده باشد، استفاده کنندگان از فضا متوجه تغییر در روشنایی به علت استفاده برداشت از نور روز نمی‌شوند، در حالی که آن‌ها به احتمال زیاد متوجه این تغییرات بوسیلهٔ سیستم روشن – خاموش یا سوییچینگ خواهند شد.

## واحد ذخیره انرژی
مطالعات زیادی دربارهٔ ذخیره و صرفه جویی در مصرف انرژی، به دلیل استفاده از سیستم برداشت از نور روز ثبت شده‌است. صرفه جویی در انرژی برای روشنایی ۶۰ – ۲۰٪ متداول است. میزان صرفه جویی در مصرف انرژی بسیار وابسته به نوع فضایی است که سیستم برداشت از نور روز در آن بصب شده‌است و البته میزان مصرف انرژی آن فضا.
واضح است، صرفه جویی در مصرف انرژی در فضاهایی که از سیستم برداشت نور قابل توجهی استفاده می‌کنند، اتفاق می‌افتد که روشنایی الکتریکی مصارف دیگری نیز دارد؛ بنابراین سیستم برداشت از نور روز در فضاهایی که دسترسی دارند به پنجره‌های معمولی یا، نورگیرهای سقفی، مجموعه لوله‌های نوری، دیوارهای بلوک شیشه‌ای و دیگر منابعی که با نور که از خورشید تغذیه می‌شوند، کاربرد بهتری دارند. در غیر این صورت روشنایی الکتریکی برای مدت زمان زیادی در فضا باقی نمی‌ماند. برخی از این فضاها شامل: ادارات، راهروها، فضاهای جمعی، مراکز خرید و مدارس.
خیلی ساده و مبرهن است که برای افزایش صرفه جویی در مصرف انرژی، باید ابعاد پنجره‌ها را افزایش دهیم. نور روز در نیمروز باعث تابش خیره‌کننده در چشم کارکنان می‌شود که این کارکنان را مجبور به نصب پرده یا دیگر دستگاه‌های سایه انداز برای پنجره می‌کنند که این باعث به خطر افتادن سیستم برداشت از نور روز است. حتی پرده و پنجره نیمه مستقر در فضا نیز میزان صرفه جویی در مصرف انرژی را به نصف می‌رساند.
برآورد صرفه جویی انرژی مؤثر در عمل ممکن است به دلیل طراحی ضغیف سیستم، کالیبراسیون یا راه‌اندازی آن تحقق نیابد .(به عنوان مثال، به سادگی با وارد کردن بیش از یک حسگر می‌توان خروجی حداکثری روشنایی الکتریکی را ایجاد کرد)
استفاده از تکنولوژی سیستم برداشت از نور روز موانعی دارد مانند هزینه‌های بالا و عملکرد ناقص تکنولوژی، با این حال، تحقیقات نشان داده است که با استفاده از تکنولوژی برداشت از نور روز، کارفرمایان می‌توانند به‌طور متوسط شاهد صرفه جویی انرژی سالانه ۲۴٪ باشند.
یکی از روش‌های پیش‌بینی صرفه جویی انرژی، استفاده از برنامه نرم‌افزار تجاری دردسترس، مانند TRACE 700 or (freeware) DOE-2 است که ملاحظات بارهای حرارتی نیز در آن‌ها گنجانده شده‌است.

## بازپرداخت و محرک برای اتخاذ
هزینهٔ افزایشی برای سیستم برداشت از نور روز وجود دارد و تقسیم این هزینه‌های صرفه جویی انرژی سالانه " باز پرداخت ساده " بعد از چند سال سیستم، هزینهٔ پرداخت خود را فراهم می‌کند.
محاسبه دورهٔ بازپرداخت کوتاه‌تر، باعث افزایش احتمال سرمایه‌گذاری مالکان یک ساختمان در این سیستم می‌شود. هزینه برای تمامی گروه‌ها از عوامل محلی متفاوت است، اما به‌طور کلی اگر هزینه‌های انرژی یا هزینه سخت‌افزار کنترل و نصب افزایش یابد، دورهٔ باز پرداخت کاهش خواهد یافت.

## توسعه پایدار
جنبش ساختمان سبز و پایدار، طراحان را به طراحی معماری پایدار و شیوه‌های مختلف ساخت و ساز ترغیب می‌کند. نشانه‌های ساختمان‌های سبز مختلفی که بر اساس نمره گواهی طبقه‌بندی کردن محیط در سر تا سر جهان ساخته شده‌اند، وجود دارد مانند LEED، BREEAM ،HKBeam ،BOMA و ستاره سبزGreen Star.
همهٔ این برنامه‌ها نکاتی برای ویژگی‌های مختلف طراحی ساختمان که باعث ترویج پایایی ساختمان است را ارائه می‌دهند؛ و صدور گواهینامه در سطوح مختلف برای گرفتن امتیاز از امتیازهای مد نظر است.
یکی از راه‌های اصلی به دست آوردن امتیاز، از طریق ارائه اقداماتی برای صرفه جویی در مصرف انرژی است.
بنابراین، برداشت از نور روز از ویژگی‌های مشترک ساختمان‌های سبز است. بنابراین، شیوه‌های ساخت و ساز سبز به منظور کاهش قیمت‌ها در حال افزایش تولید قطعات برداشت ز نور روز است.
بسیاری از تأسیسات الکتریکی، انگیزهٔ مالی لازم را، برای صرفه جویی در مصرف انرژی برای مشتریان خود فراهم می‌سازند. یکی از چنین انگیزش‌هایی برای سیستم برداشت از نور روز است که دوره بازپرداخت را کاهش می‌دهد.
علاوه بر این، دستورالعمل و استاندارهای انرژی، شروع به استفاده از سیستم برداشت از نور روز اشاره کرده‌است. برای مثال، دستور العمل انرژی کالیفرنی با عنوان ۲۴-۲۰۰۸، ناحیه نور روز اولیه و ثانویه را به رسمیت می‌شناسد . به‌طور کلی حداقل باید ۵۰٪ از نور در ناحیه اولیه به‌طور جداگانه از نور دیگری و با کنترل خودکار، برای مناطق بزرگتر مورد نیاز کنترل شوند . دستورالعمل‌ها به برداشت از نور روز خودکار در منطق ثانویه، با اعطای اعتبارات تنظیم قدرت برق که می‌تواند در طراحی روشنایی استفاده شود، تشویق می‌کنند. دستورالعمل حفاظت بین‌المللی انرژی(IECC) در سال ۲۰۰۹، منطق نور روز اطراف روزنه‌های عمودی و نورگیرها را به رسمیت می‌شناسد و الزام می‌دارد که نور این مناطق به‌طور جداگانه در فضا کنترل شود.
استاندارد انرژی که در پاییز سال ۲۰۱۰ منتشر شده‌است نیز به استفاده از برداشت نور روز توجه می‌کنند. در همسن حال ف اولین نسل از استانداردهای ساخت و ساز پایدار ASHRAE 189.1، منطق نور روز را تعریف و مشخص می‌کند و کنترل برداشت از نور روز را الزامی می‌دارد.